# Водовідбирач
Водовідбирач (рос. водоотделитель, англ. water knockout, water separator; нім. Wasserabscheider m) – апарат для відділення води від супутніх водонерозчинних фаз. Використовується для виділення води з водонафт. сумішей, що надходять з добувних свердловин. В. поділяються на горизонтальні, кульові, вертикальні (найменш поширені) і гідроциклонні. Принцип розділення фаз - гравітаційний або відцентровий. Продуктивність гравітаційних В. при обводненості нафти до 30% бл. 4000 т/добу. За рівної продуктивності відцентрові В. займають в 10-15 раз менше виробничої площі.